# Alexandre Naulleau
Alexandre Naulleau (Saint-Malo, 22 januari 1981) is een voormalig Frans wielrenner. Hij reed in zijn carrière voor Brioches La Boulangère en Bouygues Télécom. 

## Erelijst
2002
- Eindklassement Kreiz Breizh Elites

2003
- Bordeaux-Saintes
- 2e etappe Ronde van Guadeloupe
- 7e etappe Ronde van Guadeloupe
- 1e etappe Le Transalsace International

2007
- 3e etappe Ronde van Martinique

## Grote rondes
Geen